# 西灰林鸮
是林鴞屬的一種中型貓頭鷹，普遍分布在歐亞大陸的林地。下身淡色及有深色的條紋，上身呈褐色或灰色，已知11個亞種中有幾種不同的色型。一般會在樹孔中築巢，並會保護鳥蛋及雛鳥。灰林鴞不遷徙，有高度的區域性，雛鳥若離開父母後若不能找到領土就要面對捱餓的可能。
灰林鴞是夜間活動的猛禽，主要獵食齧齒目動物（老鼠、松鼠、飛鼠）。灰林鴞會從高處俯衝下來捉住獵物，並將之整個吞下。夜間以視覺及聽覺捕捉獵物，飛行時幾乎没有聲音。灰林鴞能夠捕捉較小的貓頭鷹，但年輕的灰林鴞有可能反被鵰鴞、蒼鷹或狐狸等獵殺。雖然灰林鴞的夜間視覺很強，但對顏色的分辨卻没有人類的靈敏。灰林鴞的夜間習性及怪異的叫聲，使人往往將其與死亡及不幸相聯繫。

## 色型
灰林鴞指名种有兩個不同的色型，其中一種的上身呈紅褐色，另一種的則呈灰褐色，也有介乎於兩者的。這兩種色型的下身都呈白色，布有褐色的斑紋。
雖然兩種色型的灰林鴞在歐洲大部份地區都可以見到，但紅褐色的會較多在潮濕的西歐出沒，而灰褐色的則會多在东欧出現，在最北的地區，則所有灰林鴞都是灰色的。西伯利亞及中亞的亞種呈白色及灰色，北非品種則呈深灰褐色，而南亞及東亞種的面盤上有宽條紋。西伯利亞及斯堪的納維亞亞種比西歐亞種大12%、重40%及翼展闊13%，根據伯格曼法则估計，北方形態一般都比南方的大。
灰林鴞的羽毛顏色是遺傳而來的，研究發現灰褐色的灰林鴞繁殖成功率較高，免疫系統較強，体内的寄生蟲较少。灰林鴞交配時並不會選擇毛色，故此減低了逆選擇的壓力。紅褐色的灰林鴞較多在密林出沒；而根據格洛格氏法則，較淺色的灰林鴞會在較冷的地方出沒。

## 外形特点
灰林鴞是一種壯健的鳥，體長37-43厘米，翼展達81-96厘米。頭大而且圓，沒有耳状羽，圍繞雙眼的面盤較為扁平。灰林鴞是兩性異形的，雌鳥比雄鳥長5%及重25%。
同多数猫头鹰一样，由於灰林鴞的羽毛表面較軟，因此飛行時几乎没有声音。灰林鴞與同區域其他貓頭鷹在身长大小、外觀及翼展上有差异。烏林鴞、雕鴞及長尾林鴞有著相似的外觀，其中雕鸮的體型最大。

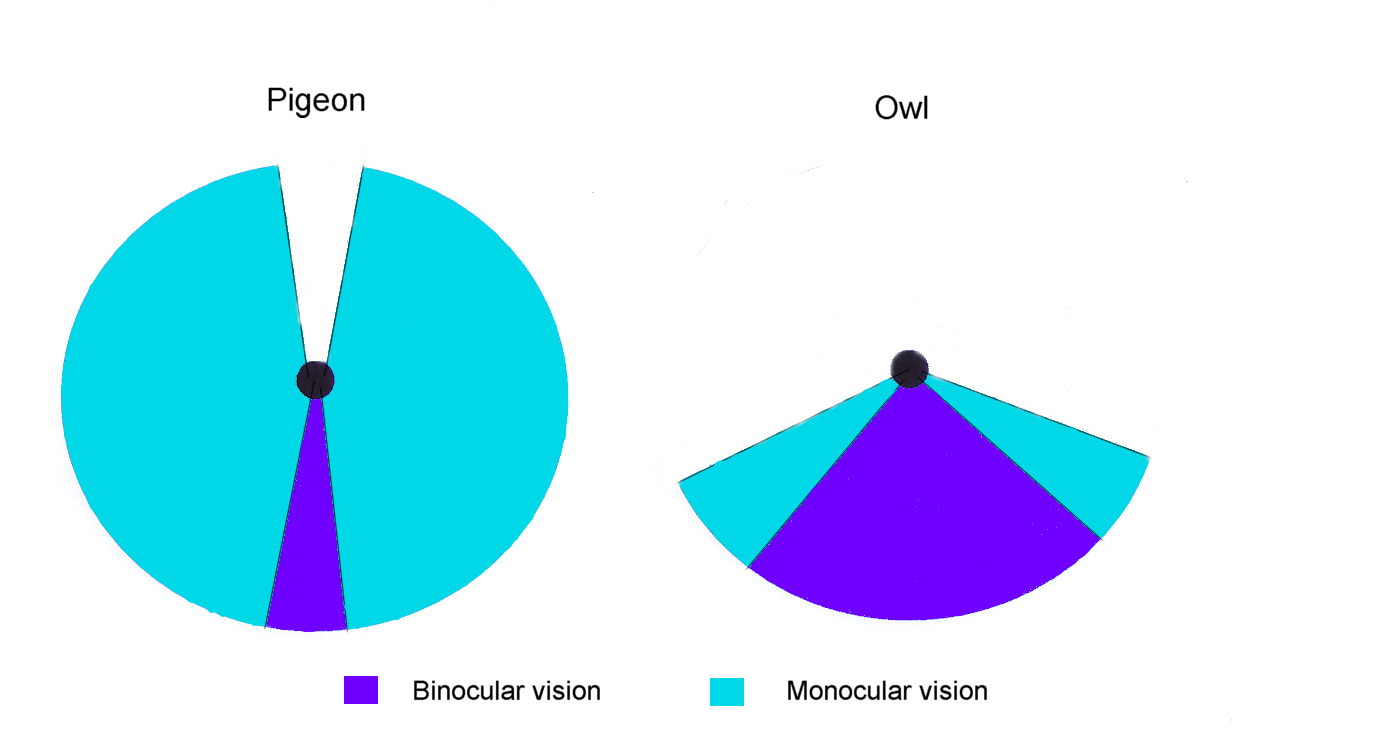
與鴿比較下的視場。左图为鸽的视场，右图为鸮的视场。浅蓝色显示单眼的视觉范围，深紫色显示双眼重叠视觉范围。由图可见鸮的双眼的视觉范围重叠部分较大。

灰林鴞的眼睛在頭部的正面，兩眼的視覺範圍重疊了50－70%，因此其立體視覺比日間出沒的猛禽更好。灰林鴞的眼睛很大，呈管狀，视网膜上仅有一个中央窩，同许多夜行性的猫头鹰一样，灰林鸮仅有視桿細胞而沒有視錐細胞，因此拥有很好的夜視能力。灰林鴞的視網膜上每平方毫米約有56000個視桿細胞，以前以为它可以看到紅外線的部份，但其實它的視覺敏感度與人類的差不多，已經達至陸生脊椎動物視網膜解析度的極限。

貓頭鷹的視網膜结构示意图，其中只有一個中央窩（fovea）。

灰林鴞的兩隻耳朵有不同的結構，分佈位置不對稱，用以加強聽覺定位。在頭顱骨內的管道連接著鼓膜，兩耳的聲音會於不同時間到達鼓膜，令牠可以判断聲音的來源。一般左耳孔較右耳孔高及向下傾斜，有助于增強對由下而來的聲音的敏感度。兩個耳孔都是覆蓋在面盤的羽毛下，這些羽毛轻软细密，可以讓聲音穿透，还有皮膚亦可以控制這些羽毛。耳朵的內結構有大量的聽覺神經元，令灰林鴞可以聽到低頻率的聲音，如獵物因在草叢中移動所造成的震動。灰林鴞的聽覺比人類的強10倍，可以只憑聽覺在夜間獵食。不過大雨卻會影響牠們的聽覺，雨季時往往難於獵食。
灰林鴞會發出咕咕聲，英國劇作家莎士比亞就在喜剧《爱的徒劳》（Love's Labour's Lost）中形容过这种叫声（第五幕第二场）：“大眼睛的鸱鸮夜夜高呼：哆呵！哆喴，哆呵！它歌唱着欢喜”。灰林鴞的這種叫聲是一種二重唱，雌鳥會发出“哆喴”的叫声，雄鳥則以咕咕聲來回應。雄鳥的叫聲会反映其健康状况，比如當少用高頻的時候，顯示血蟲負荷較高。若使用較有限的頻率時，表示視對方为入侵者。

## 科學分類
灰林鴞最初是由卡爾·林奈於1758年在其《自然系統》中描述。其學名是來自「貓頭鷹」的希臘文，及「褐色」的義大利文。
灰林鴞屬於鴟鴞科的林鴞屬，其最近親是漠林鴞，而其北方的鄰居有長尾林鴞及北美洲的橫斑林鴞。更新世早期至中期的Strix intermedia有時會被認為是灰林鴞的古亞種，或是其直接祖先。
灰林鴞的亞種分辨不易，主要是根據環境氣溫、棲息地的顏色及獵物的大小來形成。現時共有10-15個亞種已被描述。以下是已經確認的亞種：

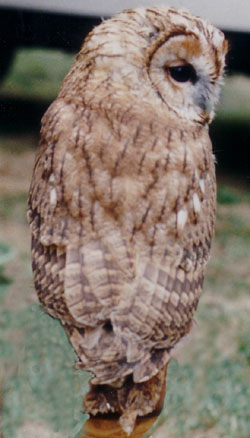
可能是西方的S. a. sylvatica。

| 亞種                | 分佈                                         | 描述者           |
| ------------------- | -------------------------------------------- | ---------------- |
| S. a. aluco         | 歐洲北部及中部，由斯堪地那維亞至地中海及黑海 | Linnaeus, 1758   |
| S. a. sylvatica     | 歐洲西部，包括英國                           | Shaw, 1809       |
| S. a. biddulphi     | 印度及巴基斯坦西北部                         | (Scully, 1881)   |
| S. a. willkonskii   | 巴勒斯坦至伊朗及高加索北部                   | (Menzbier, 1896) |
| S. a. sanctinicolai | 伊朗西部及伊拉克東北部                       | (Zarudny, 1905)  |
| S. a. harmsi        | 土庫曼                                       | (Zarudny, 1911)  |
| S. a. siberiae      | 俄羅斯中部，由烏拉山脈至西伯利亞西部         | Dementiev, 1934  |

## 分佈及棲息地

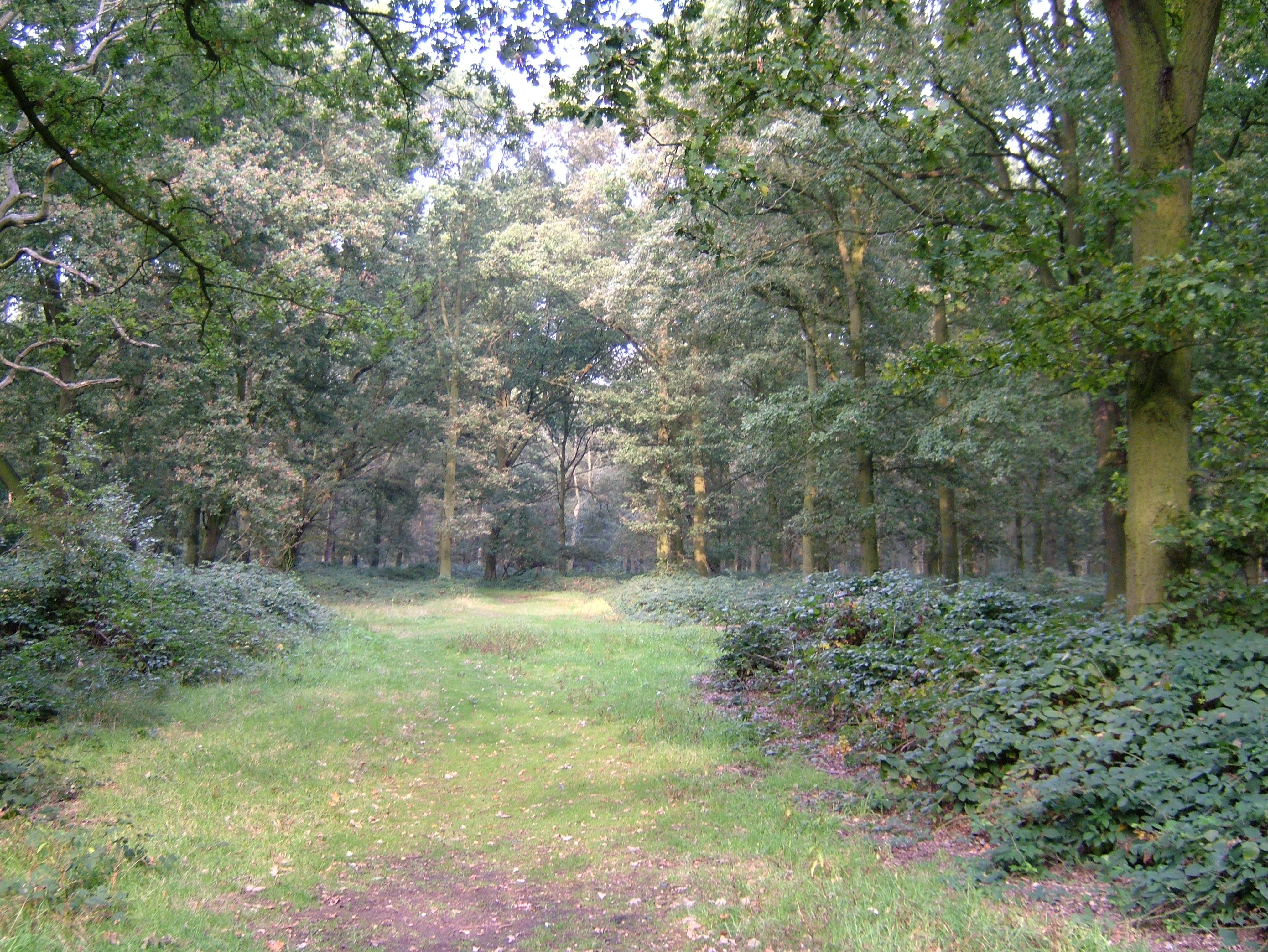
古代落葉疏林適合灰林鴞棲息。

灰林鴞斷斷續續的分佈在歐亞大陸，由英國及伊比利半島東至韓國，南至伊朗及喜瑪拉雅山。S. a. mauritanica這個亞種則遠至非洲西北部。愛爾蘭沒有灰林鴞，而在巴利阿里群島及加那利群島則是稀客。
灰林鴞棲息在落葉疏林，有時會在針葉林中，較喜歡近水源的地方。牠們在城市則棲息在墓地、花園及公園。在較寒冷的地區，牠們主要分佈在低地，但亦有在海拔550米的蘇格蘭、1600米的阿爾卑斯山、2350米的土耳其及2800米的緬甸繁殖。
灰林鴞所分佈的地區達1千萬平方公里，估計單在歐洲的數量就達97-200萬隻。雖然未有量化牠們的狀況，但相信整體是在增長，故屬IUCN紅色名錄無危物種。牠們向比利時、荷蘭、挪威及烏克蘭伸延，在歐洲各國的數量則很穩定或略有增長。在芬蘭、愛沙尼亞、義大利及阿爾巴尼亞卻有下降的情況。

## 行為

### 生育

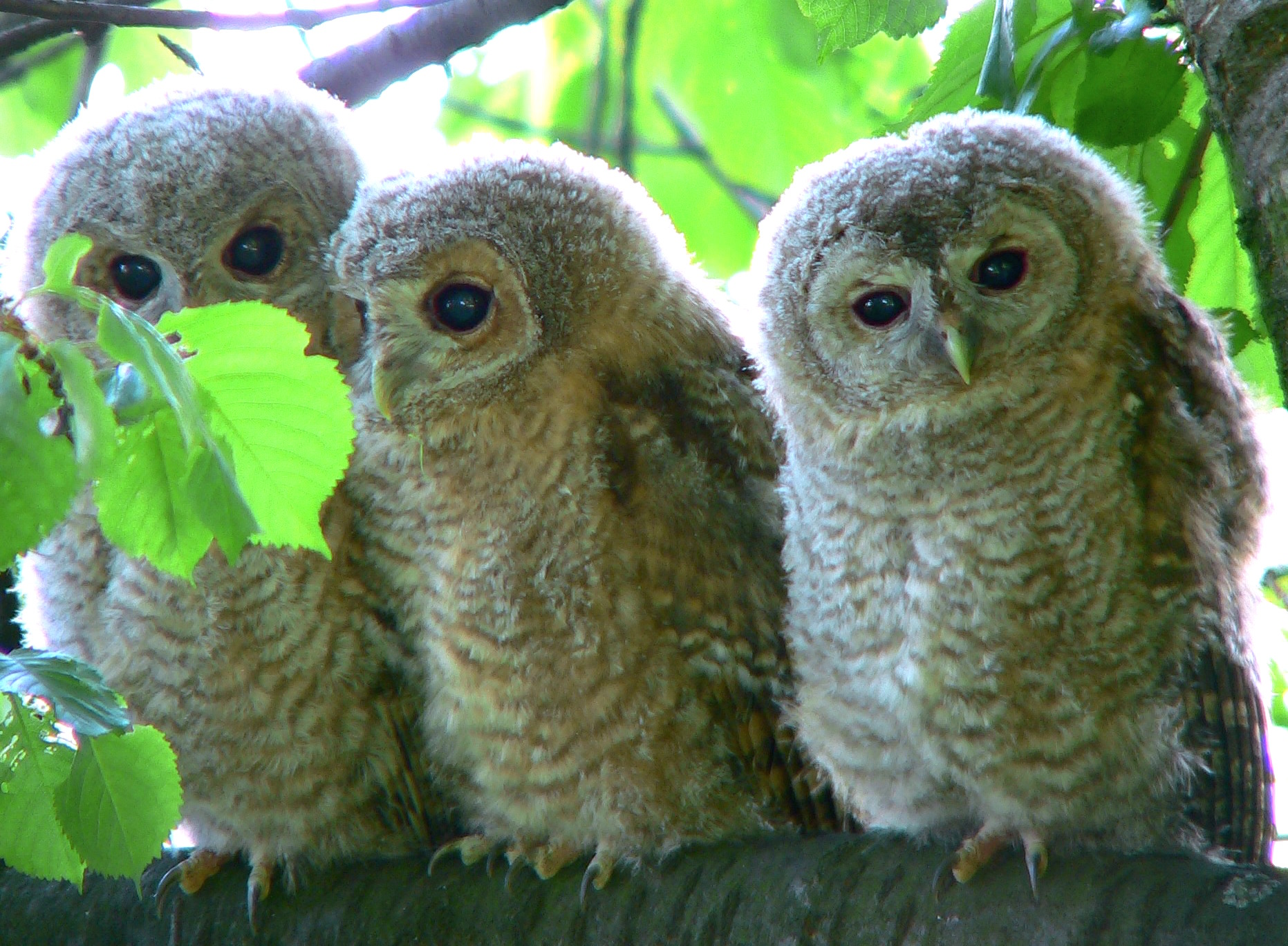
雛鳥會於長羽毛前離開鳥巢。

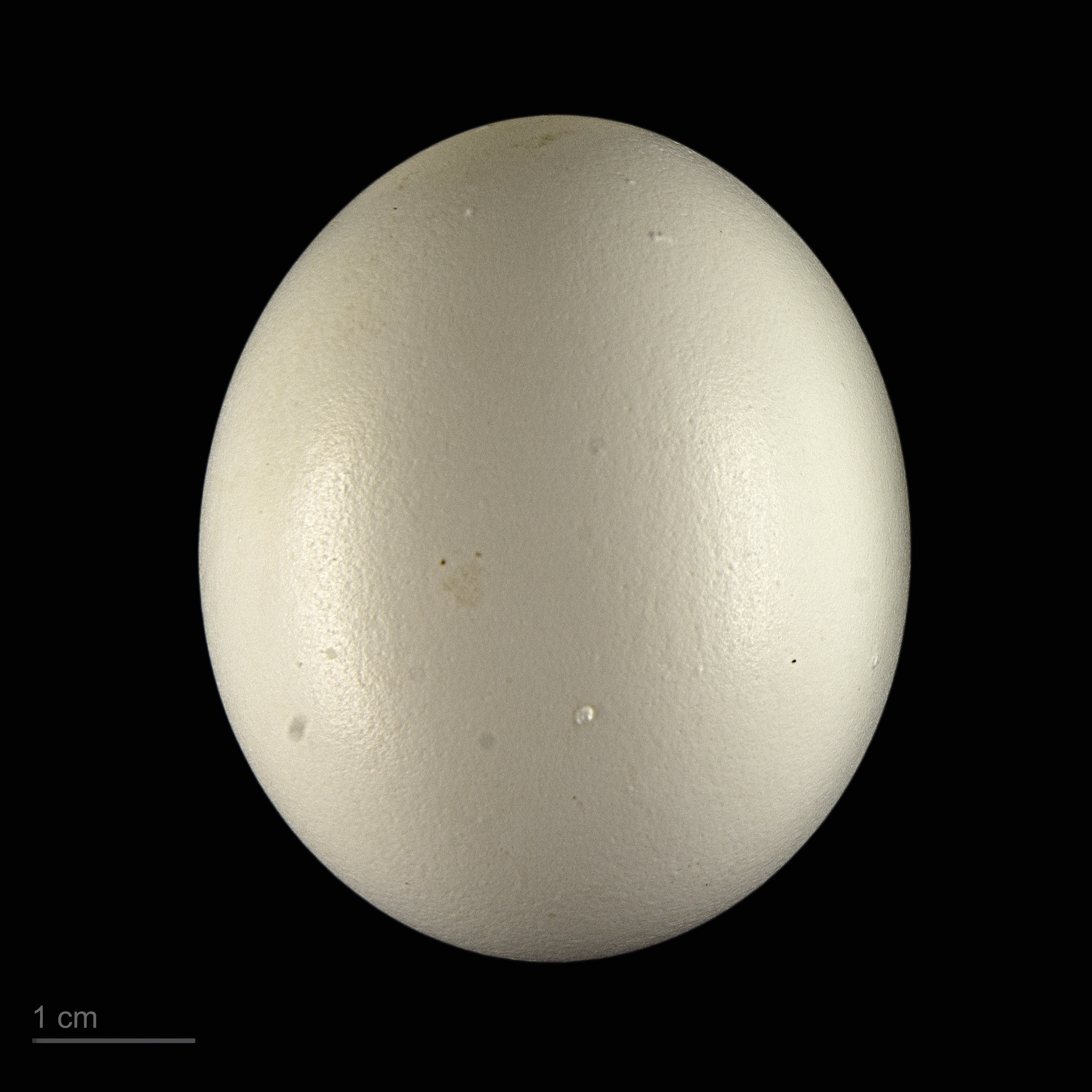
卵 Strix aluco sylvatica

灰林鴞1歲開始就會尋找伴侶，並會共同渡過餘生。配對後的灰林鴞會終生保護領土，領土只有很少的變動。日間牠們在坐在樹幹附近的樹枝上，於7月-10月間分開棲息。棲息中的灰林鴞有時會被雀鳥所發現及騷擾，但一般都會不理牠們。
灰林鴞一般在樹孔中築巢，但亦會住在喜鵲的舊巢、松鼠巢、建築物的孔洞或人工鳥巢。牠們於2月之後在南部築巢，但在斯堪地那維亞的灰林鴞卻很少會於3月中前築巢。所產的蛋呈光白色，48毫米 x 39毫米大，重39克，當中有7%是蛋殼。一般情況下會產兩或三顆蛋，並由母鳥獨自孵化30天，雛鳥約需35-39天來長出羽毛。雛鳥長出羽毛後10天就會離開鳥巢，躲在附近的樹枝上。
灰林鴞會極力保護自己的巢穴及雛鳥。由於牠們飛行時很靜，很多時可以先發制人，給予對方攻擊。灰林鴞雙親會繼續照顧長出羽毛後的雛鳥二至三個月，但到了8月至11月，雛鳥就會離開並尋找自己的領土。若牠們未能找到，則很可能捱餓。雛鳥的生存率不明，但成年每年的生存率為76.8%。灰林鴞一般壽命約為5年，但亦曾發現有超過18歲的野生灰林鴞，人工飼養的灰林鸮壽命可達27年。
灰林鴞的天敵有較大的鳥類，如長尾林鴞及雕鴞、蒼鷹及普通鵟等。松貂會破壞巢穴，而寒鴉更會在孵蛋的雌鳥上築巢，令雌鳥及雛鳥死亡。丹麥的一項研究顯示有36%的雛鳥是在長出羽毛而獨立期間被赤狐所殺。於4月的死亡率會由14%上升至6月的58%。

### 攝食

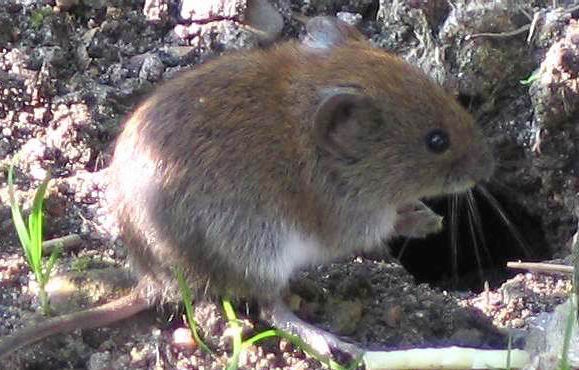
堤岸田鼠是灰林鴞的獵物之一。

灰林鴞多滑翔，比其他歐亞大陸的貓頭鷹較少拍動雙翼，飞行高度较高。灰林鴞差不多只在夜間獵食，以齧齒類、大如兔子的哺乳動物、鳥類、蚯蚓及甲蟲等为食。在城市中，灰林鴞主要獵食其他鳥類。
灰林鴞一般會吞下整隻獵物，会将不能消化的部份吐出唾余，在樹下作為築巢之用。
較弱小的縱紋腹小鴞及長耳鴞不會與灰林鴞同住，並會生活在不同的環境。灰林鴞若到了城市中，很多時也會趕走了原住的倉鴞。

## 在文化中的角色

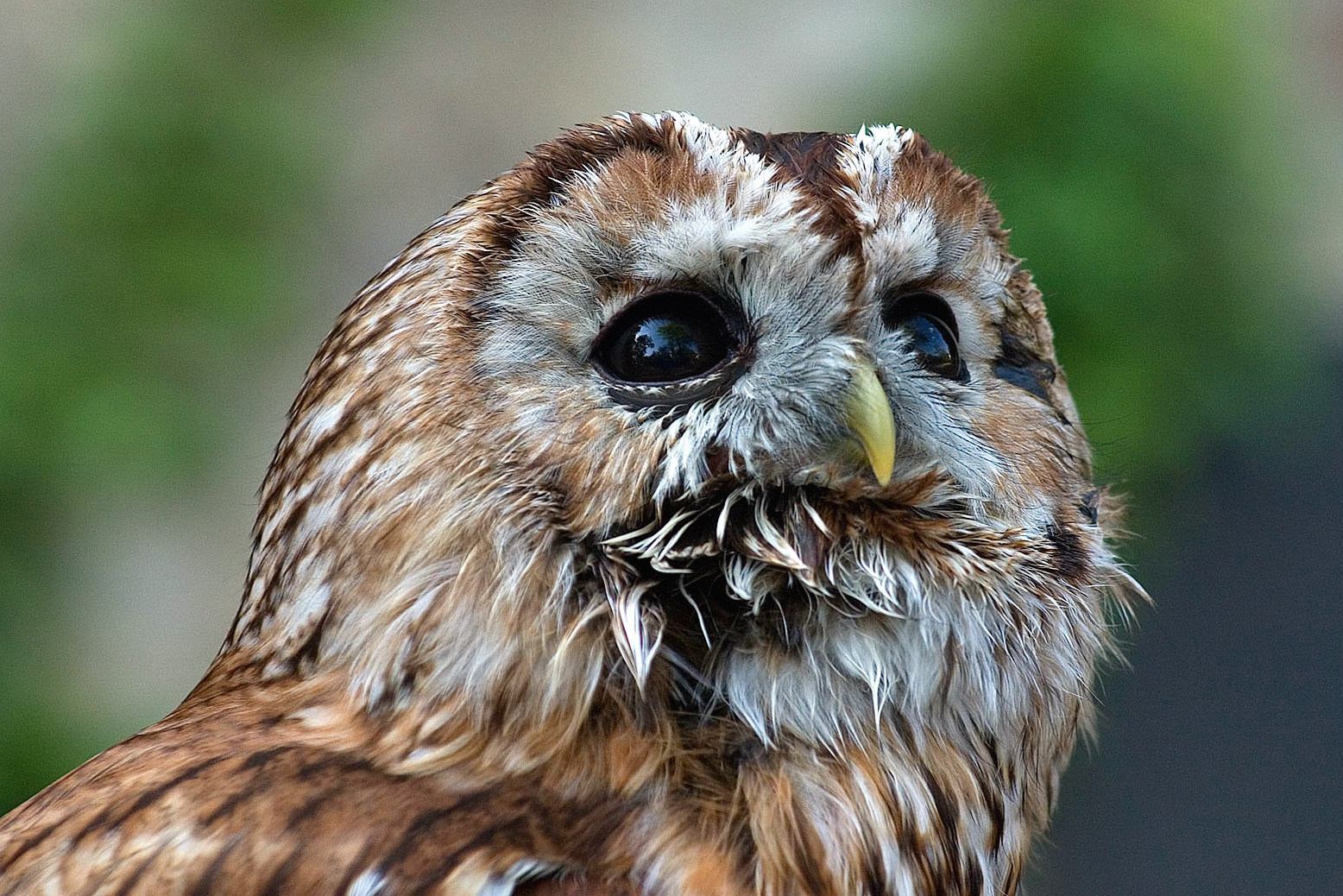
灰色的灰林鸮

灰林鸮往往被看作是一種壞運氣的徵兆，而莎士比亚更在《恺撒大帝》第一幕第三场中這樣描述灰林鸮：“昨天正午的时候，夜枭栖在市场上，发出凄厉的鸣声”。英國著名艺术评论家约翰·拉斯金被引述這樣說：“無論聰明人如何形容牠們，我至少發現了一件事：貓頭鷹的呼聲對我來說一直預示著禍害。”
英國詩人威廉·華茲華斯在他的詩《關於一個男孩》（About a boy）中也描绘了灰林鸮的叫聲。
音樂家奧立佛·梅湘創作的鋼琴獨奏曲集《鳥類圖誌》中的第5曲以灰林鴞為題。

## 外部連結
- （英文） ARKive - 灰林鴞的圖片及影片
- （英文） 灰林鴞在歐洲的繁殖分佈圖 （页面存档备份，存于）